# 보병

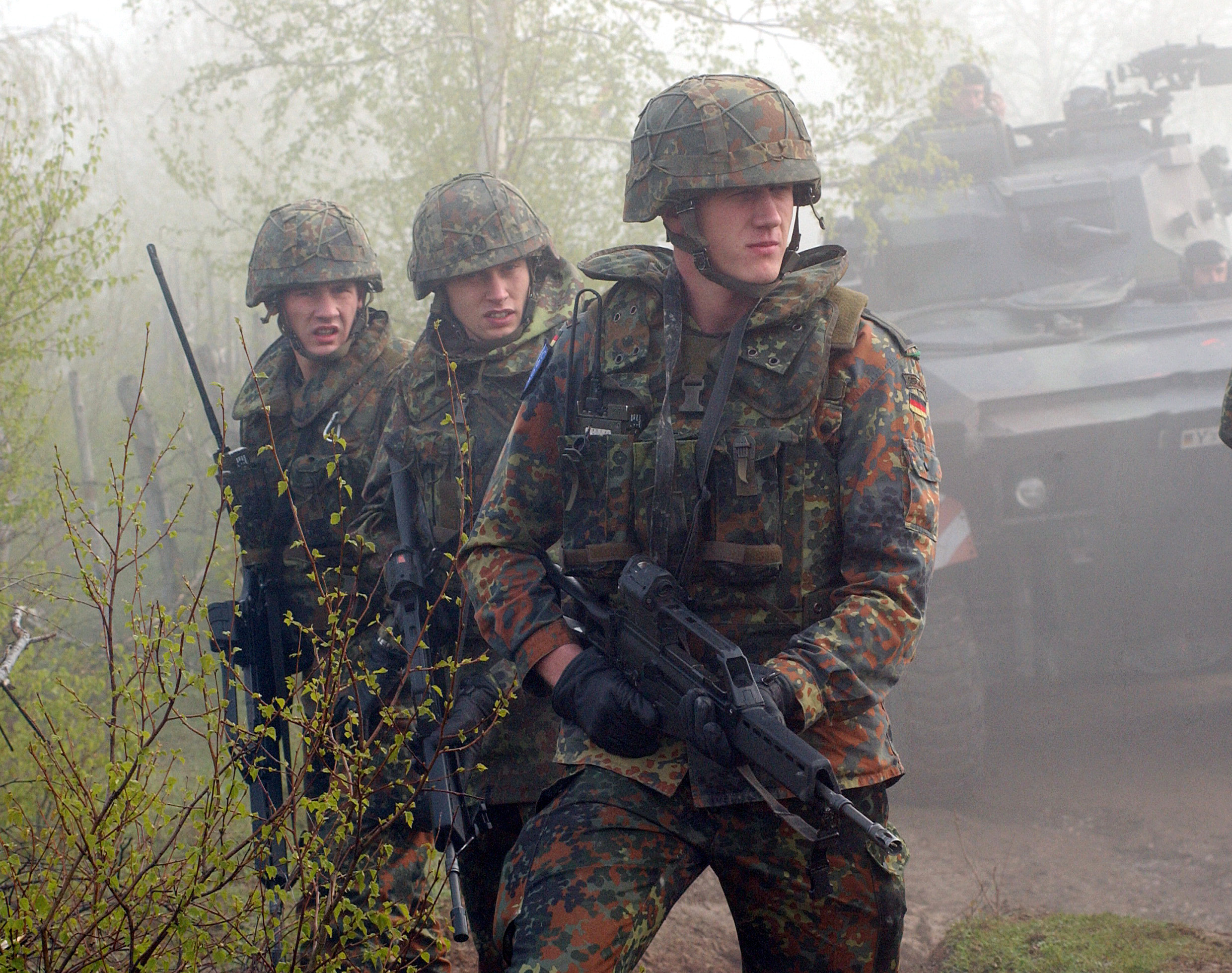

보병(步兵, 영어: infantry, infantrymen)은 주로 소(小)화기를 가지고 전투를 수행하는 병사를 일반적으로 지칭하며, 육군의 병과 중 하나를 뜻하기도 한다. 또한 보병전투는 공군, 포병, 기갑 등과의 긴밀한 협동과 지원하에 수행되는 것이 보통이며, 화력과 육박전으로 육상 전투를 한다. 후진국형 군대일 수록 보병에 대한 의존도가 높으며, 전 세계에서 가장 보병의존도가 높은 군대는 조선인민군이다. 조선인민군의 경우, 대장이 차수로 진급하게 되면 해군이나 공군 대장의 경우도 예외없이 육군 보병으로 병과가 전환된다. 실제로도 해군 대장이던 김일철이 차수로 진급하자 해군에서 육군 보병으로 군종과 병과가 전환되었다.

## 보병의 의의
가장 기본적인 병과로 최소한의 무기와 최대한의 인원으로 구성되어 있는 특징을 갖고 있다. 그 때문에 현대의 소총수 뿐만 아니라 과거의 검병 및 창병 등도 전부 보병으로 분류되었다. 보병이란 동물이나 차량에 탑승하지 않고(탑승할 경우 기병 내지는 기갑이 된다.) 최소한의 무기로 전투를 수행(무기가 월등할 경우 포병이 된다. 과거에는 투석기를 운용하는 병력들도 포병이었다.)하는 병과를 의미한다.
지상전력의 근간이 되며, 적을 공격해서 섬멸하고, 분쟁지역을 점령하거나, 적의 공격을 저지하고 격퇴하여 지역을 방어하는 것이 주임무이다. 보병전투는 전술공군 ·포병 ·기갑 등과의 긴밀한 협동과 지원하에 수행되는 것이 보통이며, 화력과 육박전으로 육상 전투를 한다. 주로 보병은 1~2명이 운반 할 수 있는 소형 화기(개인화기 및 공용화기)를 이용하고 도보로 이동하는 것이 기본이다. 하지만 근래에는 보병에게도 상당한 화력, 기동력, 전자 병기가 요구되어 소형의 미사일 병기가 채택되고, 기계화 또는 차량화부대도 생겨났다. 따라서 기계화 보병 또는 차량화 보병을 따로 분류하기도 한다.

## 장비
일반적으로 소총, 탄약, 대검, 수류탄, 방탄모, 화생방 장비, 감시 장비 등의 개인 장비와 경기관총, 중기관총, 박격포, 대전차화기(로켓포, 무반동총 등), 대공화기 등의 공용화기를 갖추고 있다. 그 외 생활용품으로 여벌의 전투복 및 전투화, 수통, 판초우의, 야전삽 등을 휴대한다.

## 대한민국
대한민국 육군의 보병 병과 부대 편성 개요는 아래와 같다.

### 보병 사단 편성
사단은 장기간 단독 작전이 가능한 부대로서 부대 내에 다수 병과의 사단 직할부대 및 예하부대를 보유하고 있다. 병력 규모는 약 1만 2천 명 내외.
- 사단 사령부
  - 본부 (사단장, 부사단장, 참모장 등)[1]
    - 일반참모부 (인사처, 정보처, 작전처, 교육훈련처, 군수처) : 인사참모, 정보참모 등 중령 보직
    - 특별참모부 (공보정훈처, 군종처 등) : 공보정훈참모, 군종참모, 법무참모 등
- 보병여단 (2020년 12월 1일 이전에는 보병연대)
- 보병여단
- 보병여단
- 포병여단 (2020년 12월 1일 이전에는 포병연대)
- 사단 직할대
  - 본부근무대
  - 수색대대
  - 전차대대
  - 공병대대
  - 정보통신대대
  - 군수지원대대
  - 방공대대
  - 화생방대대
  - 의무대대
  - 군사경찰대
  - 보충대
  - 군악대

### 보병 연대 편성
2020년 12월 1일을 기해 보병사단 예하의 연대(보병연대, 포병연대)가 여단으로 개편되었다. 병력 규모는 약 2천 500명 내외.
- 연대본부 (연대장, 부연대장, 주임원사)
  - 참모부 (인사과, 정보과, 작전과, 군수과)
- 보병대대
- 보병대대
- 보병대대
- 연대 직할대
  - 본부중대 (참모부, 수송부, 통신대 병력)
  - 전투지원중대
  - 수색중대
  - 의무중대

### 보병 여단 편성
2020년 12월 1일자로 개편된 사단 예하 보병 여단의 편성은 아래와 같다. 연대를 여단으로 개칭한 후, 편성과 장비를 순차적으로 개편중이므로 일부 여단은 기존 보병연대 편성을 유지하고 있는 경우도 있다.
- 여단본부 (여단장, 부여단장, 주임원사)
  - 참모부 (인사과, 정보과, 작전과, 군수과)
- 보병대대
- 보병대대
- 보병대대
- 여단 직할대
  - 본부중대
  - 정보중대 : 기존 수색중대를 확대 개편 (드론을 활용한 공중정찰 기능 추가)
  - 통신중대
  - 의무중대
  - 포병대 : 기존 전투지원중대를 확대 개편 (차량탑재형 105㎜ 자주곡사포 또는 155mm 자주포 장비)
  - 군수지원대대 : 기존 연대본부 수송부 전력에 기존 사단의 보급 및 정비부대의 인력과 자원을 결합하여 편성
    - 대대본부
    - 정비중대
    - 보급수송중대

### 보병 대대 편성
보병 대대는 사단의 기본 전술 단위부대이다. 사단의 공격 및 방어 작전에서 가장 주도적인 임무를 담당한다. 병력 규모는 약 400명에서 450명 사이.
- 대대본부 (대대장, 부대대장, 주임원사)
  - 참모부 (인사과, 정보과, 작전과, 군수과)
- 본부중대
  - 통신소대 (무선반, 유선반)
  - 전투소대 (2개 분대)
  - 처부소대 (참모부 병력)
- 보병중대
- 보병중대
- 보병중대
- 중화기중대 (81mm 박격포 장비 3개 소대, 90mm 무반동총 및 K4 고속유탄기관총 장비 1개 소대)

### 보병 중대 편성
보병 중대는 소총 중대라고 불리기도 하는데, 1개의 보병 중대는 중대 본부와 3개의 소총 소대, 1개 포반 또는 화기소대로 구성된다. 병력 규모는 100명에서 130명 사이.
- 중대본부 (중대장, 부중대장, 행정보급관, 통신병, 보급병 등)
- 보병소대
- 보병소대
- 보병소대
- 화기소대 (또는 중대본부 박격포반)

### 보병 소대 편성
보병 소대는 소총 소대라고 불리기도 하는데, 1개 보병 소대는 소대 본부와 3개의 소총 분대로 구성된다. 병력 규모는 30명에서 40명 사이이다.
- 소대본부 (소대장, 부소대장, 통신병 등)
- 보병분대
- 보병분대
- 보병분대
- 화기분대 (또는 소대본부 기관총반)

### 보병 분대 편성
보병 분대는 소총 분대라고 불리기도 하는데, 1개의 보병 분대는 다음과 같다. 2020년대 이전 편성이다.
- 분대장 (하사, 병장, 상병)
- 소총수
- 소총수
- 유탄수
- 소총수
- 소총수
- 경기관총 사수
- 경기관총 부사수
- 유탄수
- 부분대장 (병장, 상병)

## 기타
한 때 대한민국 해군에도 보병 병과가 있었다. 바로 대한민국 해병대가 해체되면서 그 인원을 흡수한 해군이 원래 해병대였던 인원들을 해군 보병으로 편성했다. 대한민국 해병대가 재창설된 이후 해군에서 보병 병과는 폐지되었다.

## 같이 보기
- 병과
  - 기계화 보병(MI)
  - 기갑
  - 포병
  - 공병
  - 수송 (병과)